# Atelopus carbonerensis
Atelopus carbonerensis és una espècie d'amfibi pertanyent a la família dels bufònids i de la qual no hi ha cap registre confirmat des del 1998.

## Descripció
Cos petit, d'aspecte allargat, amb el dors uniformement groc i amb taques marrons al voltant dels narius i, ocasionalment, sobre altres parts del cos. Superfície posterior del ventre escarlata. La pell del dors presenta protuberàncies. Membres posteriors allargats. Els mascles (3,95-4,60 cm) són, generalment, més menuts que les femelles (4,37-5,46 cm).

## Reproducció
L'aparellament és molt prolongat i els ous són dipositats en fileres al voltant de pedres.

## Alimentació
Els adults mengen formigues, grills petits i artròpodes en general.

## Hàbitat i distribució geogràfica
És un endemisme de les selves nebuloses situades als Andes de l'estat Mérida (Veneçuela) a 2.010-2.600 m d'altitud. Les seues poblacions es troben al llarg de rierols i restringides a una àrea aïllada de bosc envoltada de pastures.

## Principals amenaces
Les seves principals amenaces són la modificació del seu hàbitat, la desforestació, les pràctiques agrícoles i ramaderes, l'ús d'agroquímics, el canvi climàtic, la introducció d'espècies invasores (com ara, Lithobates catesbeianus), el comerç internacional d'espècies exòtiques i les malalties infeccioses (com ara, Batrachochytrium dendrobatidis).